# 香港教育國際

現代教育舊標誌（第二代）

現代教育舊標誌（第三代）

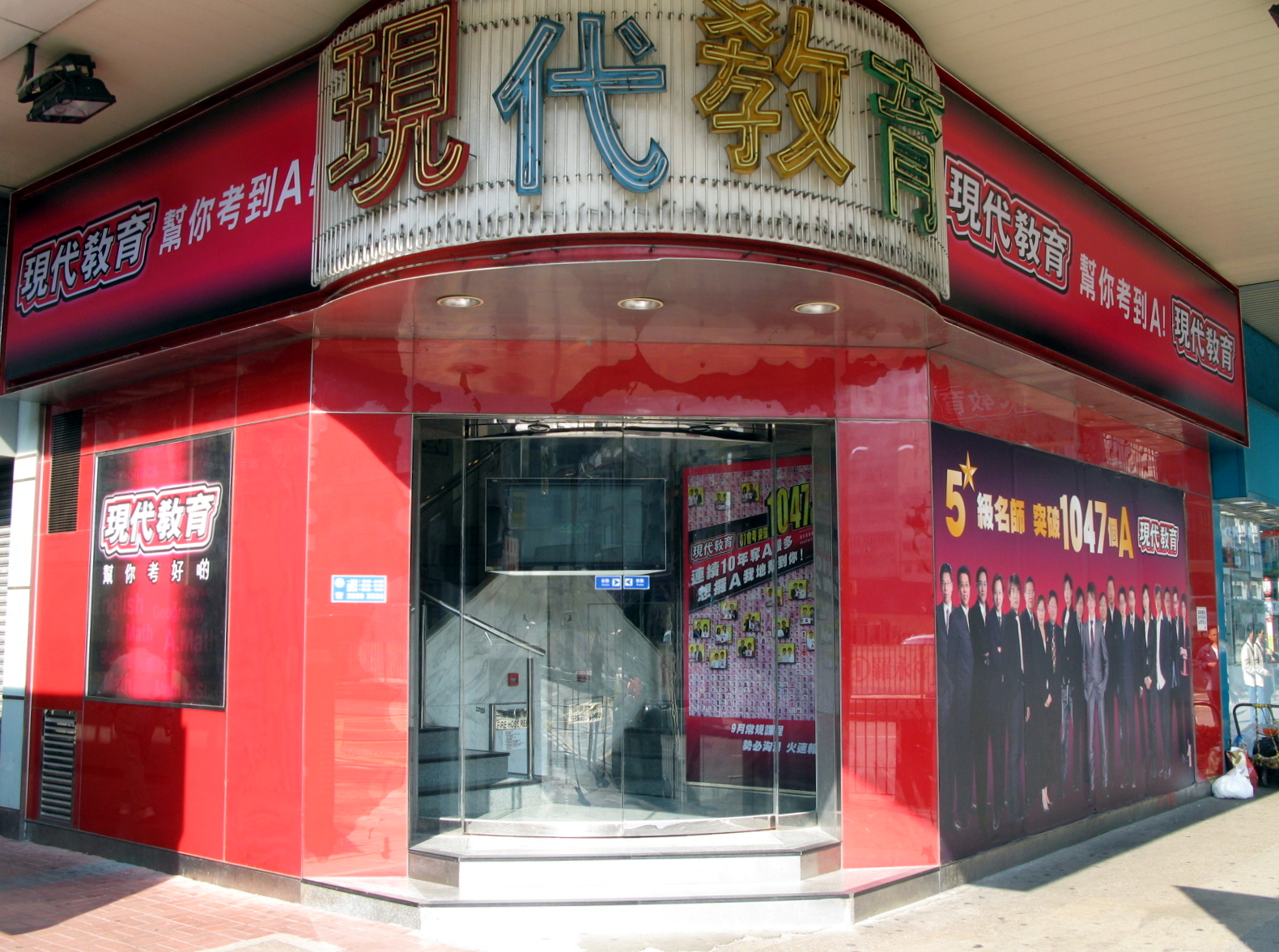
現代教育於太子的分校（已結業）

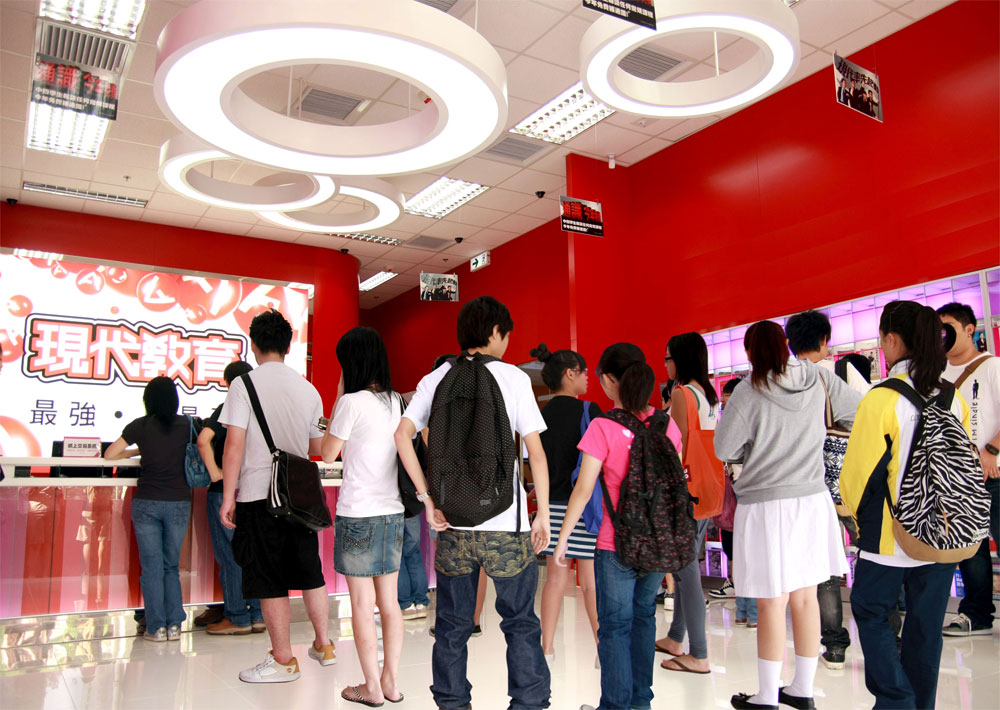
現代教育於粉嶺的分校（已結業）

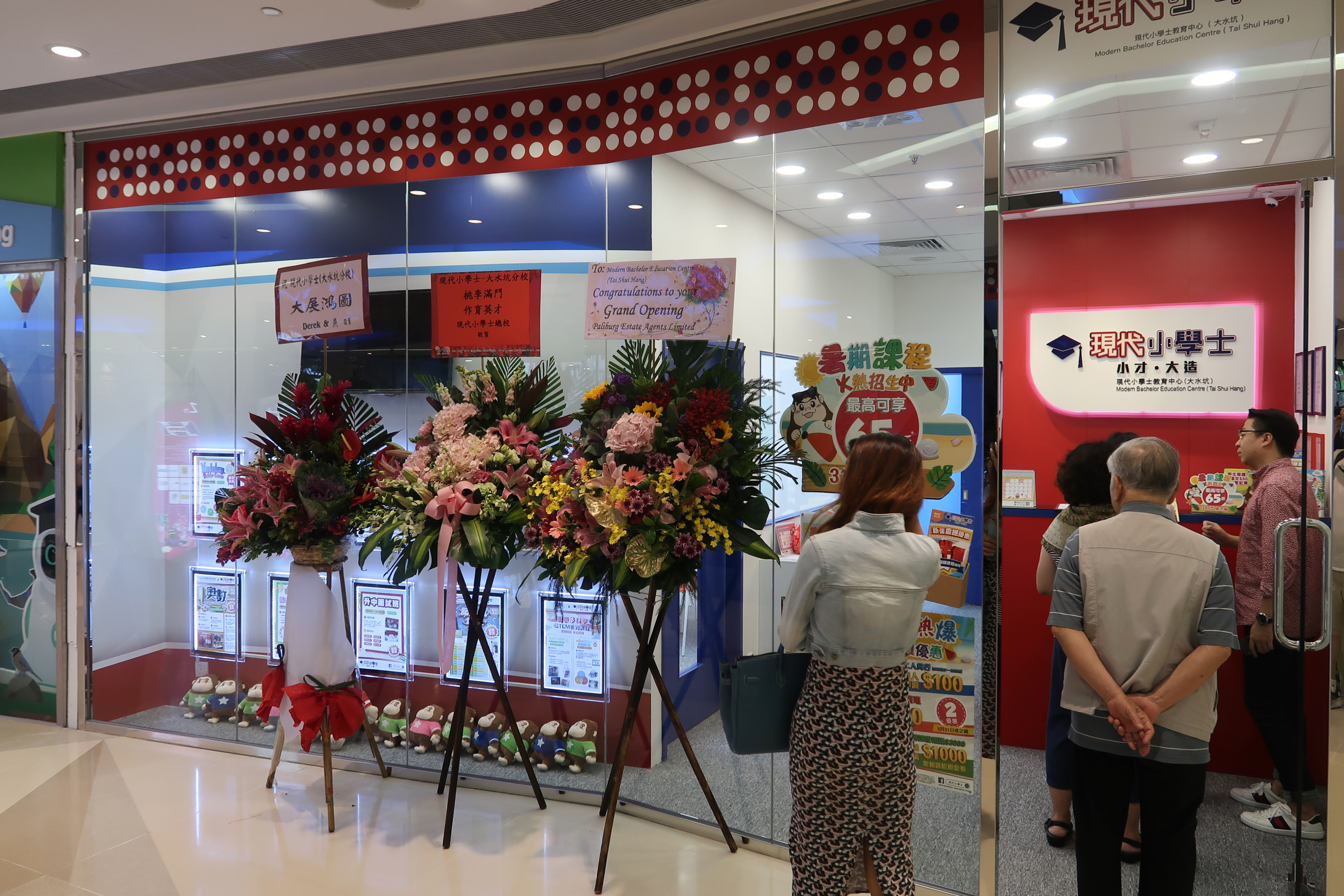
2010年，現代教育併購「學士教室」（BEC）60%股份，進一步將補習業務擴展至小學，提供一條龍教育服務，並改名為「現代小學士」

香港教育（國際）投資集團有限公司（港交所：1082），正式名稱「現代教育中心」，由吳錦倫（Ken Ng）於1988年成立，原名新幹線教育，主要業務為教育服務。現代教育曾經是香港的三大連鎖補習社之一，但2020年2月至5月间的短短4個月，現代教育有6間分校倒閉，只剩下位於荃灣（豪輝商業中心）一間分校。

## 歷史

### 早期情況
現代教育於1988年在香港成立。初時有五所分校，即九龍灣（KE）、荃灣（TW）、屯門（TM）、油麻地（YMT）及灣仔（WC），所有分校地址均已擴展或遷至其他地方。在香港，15所課外輔導中心（沙田連城廣場分校（ST2）、沙田偉華中心分校（ST3&4）、太子分校(KLN)、旺角創興廣場分校（MK2）、九龍灣分校（KE）、荃灣豪輝花園分校（TW2）、銅鑼灣廣場分校（CB1）、銅鑼灣堅拿道西分校（CB3）、屯門分校（TM）、大埔大元邨分校（TP1）、柴灣分校（CW）、將軍澳分校（TKO）、元朗分校（YL）、粉嶺分校（FL））及12所全日制正規中學（現代書院），提供語言訓練、應試準備、升學輔導、書籍出版等服務。
現代教育曾於在2001年與天網教育合作推出網上補習課程，聲稱這個網上補習課程已籌備4年，所提供的網上補習課程內容將有別於一般補習班內容，學生可透過這個網上補習平台，在特定或自選時間修習6種不同科目。

### 業務擴展
2008年現代教育創辦了英語培訓中心，致力於提供英語應試課程及職業英語培訓課程。現代教育獲批成為可提供香港持續進修基金雅思IELTS及職業英語文憑托業TOEIC應試課程的私立教育機構。12月，现代教育打算拓展中國市場，與內地相關機構合作，主要集中在英語補習之上。
現代教育不惜重本在不同媒體大灑金錢買廣告；TVB向現代教育頒發最具人氣品牌大獎2008作為大買廣告的回報；2009年4月，現代教育蟬聯《讀者文摘》信譽品牌金獎。同年5月，現代教育於沙田偉華中心以及元朗設分校。到了8月，現代教育更換全新標誌。9月，現代教育於粉嶺粉嶺名都設分校。
2010年現代教育通過北京雅思學校提供技術諮詢、管理和軟件許可服務，開始擴充業務至中國民辦教育服務市場。同時併購「學士教室」（BEC）60%股份，進一步將補習業務擴展至小學，提供一條龍教育服務，並改名為「現代小學士」。5月，現代教育位於沙田的總校及公司總部因連城廣場5樓全層租約期滿結束，而公司總部正式獨立遷往如心廣場第2座27樓2701室，而沙田總校分為沙田連城廣場4樓401-405室（沙田2）及沙田偉華中心-旗艦店（沙田3及沙田4）。原址全層改為德爾斯（2015年8月結業）。同時，旺角分校（MK）及佐敦分校（JD）關閉，並搬往全新的旺角創興廣場旗艦店（MK2）。

### 招股上市
2011年6月中，現代教育低調公布招股書，計劃在香港交易所主板上市，而且於6月20日開始招股，若計畫一切順利，會成為香港首家補習界上市公司，7月4日掛牌。消息人士指出，公司集資額約1至2億元，由本地券商匯富金融及第一上海安排上市。而上市招股集資逾億元，當中有5,000萬元用作清還債務，其餘資金用作發展業務，包括計劃動用3,400萬元收購合併業務，1,500萬在離島和新界等地區增設5間教育中心及斥資600萬元開拓升學顧問業務等。
2012年4月，現代教育荃灣昌華大廈分校（TW）關閉，並搬往全新的荃灣豪輝商業大廈（荃灣豪輝TW2）分校（為康橋教育荃灣分校舊址）。同時，銅鑼灣信諾環球中心分校（CB2）關閉，由遵理學校承租作分校。到5月，現代教育於銅鑼灣冠景樓設分校（銅鑼灣堅拿道西分校CB3）（為康橋教育銅鑼灣分校舊址）。截至2013年，現代教育只剩下14間分校，太子、九龍灣、旺角（金雞廣場）、銅鑼灣（銅鑼灣廣場5樓全層）、銅鑼灣 (冠景樓)、北角、柴灣、大埔大元邨、沙田（偉華中心）、粉嶺、將軍澳、荃灣（豪輝商業中心）、屯門、元朗。

### 購入「啟示書院」進軍專上教育
2013年7月11日，前稱現代教育的香港教育（該組織曾多次改名：2009至2013年稱「香港教育（國際）投資集團」）透過入股（Seasoned Leader Limited）取得啟示書院的控制權，使主要經營連鎖補習社的現代教育延伸至中學後的職業教育課程，並由現代教育國際旗下的（CCBA International Holdings Limited）經營。香港教育國際於2016年9月一度計劃將營運啟示書院的（CCBA International Holdings Limited）在創業板上市集資，但未有成事，其後於2017年1月，由其全資擁有的（Rosy Lane Investments Limited）以5,300萬港元的作價向潘俊彥出售（Seasoned Leader Limited）的47%股份，香港教育國際稱出售持股是因為投資回報和收益不及預期，而作為股份買入方的潘俊彥亦為「現代持續教育中心」（Modern Continuing Education Centre，MCEC）的校監。

### 走向衰敗
2015年，現代教育承租英皇教育九龍灣利基大廈總校1樓作為新分校，而現代教育前九龍灣淘大商場二期分校由遵理學校承租作分校，但2020年，遵理學校敗走淘大商場。
2017年5月，柴灣新翠商場及屯門柏麗廣場分校關閉，現代剩下8間分校。2018年，停辦日校現代書院課程。同年收購羅逸雅舞校的母公司千里飛龍。
2019年起陸續關閉旗下分校，包括元朗豪景商業大廈分校。2019年8月20日，太子校舍欠租，業主入稟追討102萬。2013年時每層月租為34萬元。2019年9月1日新學年起，現代剩下7間分校。

### 4個月共6分校極速倒閉
2020年2月1日，銅鑼灣（銅鑼灣廣場一期）分校關閉，租約原本至2022年才屆滿，月租48萬港元，關閉前已拖欠兩個月租金。到2月中上水（上水匯）分校關閉；3月30日，沙田（瀝源廣場）分校關閉。沙田分校亦有欠租情況；4月中，將軍澳（將軍澳中心）分校關閉。而早前因欠租而遭業主入稟追討的太子分校，其中一層已有新租戶承租，新租約將於6月開始。4月29日，太子（栢宜中心地下至2樓）分校關閉。有導師透露，太子、沙田及銅鑼灣分校均是現代教育營業額最高的分校，但已全數關閉。
2020年5月，九龍灣（利基大廈1樓）分校也關閉，由2020年2月至5月短短4個月，現代教育便關閉6間分校，只剩下位於荃灣（豪輝商業中心）一間分校，現代教育至此不再是連鎖式補習社，其規模更遜於一般屋邨補習社。另外，該公司旗下「羅逸雅芭蕾舞爵士舞學校」的5間分校先後於2月及4月突然結業，並拖欠未完成課堂的學費最少45萬港元，遭近百名學生及家長投訴，只餘下何文田分校繼續經營，惟何文田分校延至2020年8月也告關閉，「羅逸雅芭蕾舞爵士舞學校」全線結業。
另外,於2021年9月,剛完約遵理的林溢欣公佈將成立新品牌凝皓教育，又指凝皓將有三間分校，分別在太子、九龍灣及銅鑼灣。不久，第一間公開的凝皓教育的分校，就是現代教育原太子分校柏宜中心一樓的位置。而凝皓教育九龍灣分校亦是現代教育原九龍灣分校（利基大廈1樓）。

### 陷入財困
2020年2月6日，現代教育人力資源部發布電郵聲稱，即使經歷1997年亞洲金融風暴、2003年沙士、2008年金融海嘯、2014年佔領中環、2017年陳智勇老師轉投其他補習社、2018年蕭源老師因涉嫌犯法被捕，該公司也能「屹立不倒」，但自2019年6月起各分校營業額「慘受」香港特區政府強推逃犯條例引發反對修訂逃犯條例運動的負面影響，新型冠狀病毒肺炎更是「不可抗力」，因而未能準時出糧，須要分期支薪，希望各員工能夠發揮「香港人的獅子山下精神，與公司共渡難關」。
2020年4月6日，該校人力資源部發放電郵聲稱，因為疫情嚴峻令復課延期，令各分校營業額繼續「慘受」影響，希望各員工能夠「團結一心面對逆境，與公司共渡難關」。
2020年4月初有媒體報道有離職的員工投訴公司以多個理由拖欠薪金及斷供強積金，包括「老闆去咗旅行簽唔到支票」、「假期銀行過唔到數」等，有員工更因為追討欠薪而被解僱。而導師也被拖糧近三個月，涉款逾十萬港元，曾致電人力資源部追討欠薪但被掛斷電話，遂委託律師發出多封律師信追討欠薪。勞工處表示關注事件，受影響的員工可致電求助。部份後勤職員，如拍攝人員及文書人員，近期相繼被「開刀」，估計至今已有15人被炒。而現代教育公關及香港教育國際的公關公司未有回覆傳媒質詢。

## 收入
根據現代教育在2011年的招股書，現代的收入有逾八成來自中學補習，當中有逾四成是靠5名星級導師賺取，報名人次多達100萬人。這批星級導師多以外判形式與現代合作，扣除營運開支後，他們可獲多達六成的收入。去年現代付給星級導師的承包費多達1.22億元，以該校與51名導師簽約計算，平均每人可獲234.6萬元，但未計導師支付的行政成本和聘請助教的費用。
截至2017年12月31日，現代教育錄得虧損約222,540,000港元。
截至2018年12月31日，現代教育錄得虧損約45,210,000港元。
截至2019年12月31日，現代教育錄得虧損約35,320,000港元。

## 涉及的違規及刑事案件
- 1999年7月，現代教育被指利用多個相近名稱，利用「現代教育機構」、「現代名師課程」及「現代新幹線」三個名稱，租用了沙田新城市廣場一期7及8樓多個單位作課室，暗地裡安排學生到這些未完成註冊，以多收在暑假補習的學生的課室上課。但根據教育署的資料顯示，該校在8樓租用的其中六個單位的課室仍在申請註冊中。[18]

- 1999年8月16日，現代教育以高姿態刊登全版廣告，聲稱倘若學生預先繳付首兩月的學費，便可免費獲贈兩節課。不過，教育署指此舉違反教育條例，因補習社未經批准，不得擅自收取學生一個月以上的學費。教署準備聯絡校方，勸喻其取消此「優惠」。[19]

- 2001年12月中，現代教育補習社刊登全版廣告，大肆宣傳一名新加盟的「英文補習天后」陳如敏（Amanda Tann），曾「榮獲廣管局致函嘉許」，宣揚其為「殿堂級名師」，廣播事務管理局指斥有關廣告失實，該局從無設立嘉許函，教育署已接手調查今次廣告失實事件。[20]

- 2002年9月29日，現代教育太子總校校門捲閘遭淋漆塗污，並貼該校導師甄敬堂照片的影印紙，上寫追債字句，警方暫列刑事毀壞案處理。「現代教育」一名負責人事後聲稱，相信事件純屬私人債務問題，與學校無關。[21]

- 2003年9月17日，現代教育補習社，安排學生在周日上課，但收據卻印出「虛擬日期」，隱瞞真正的上課日，逃避教統局偵查。教統局稱已向該校發出警告，但承認法例有需要修改，正檢討周日不准上課的法例。[22]

- 2008年10月，現代教育位於將軍澳新都城1期的分校，遭業主（Sunlight Crownwill Ltd）入稟追討8至10月租金、差餉和管理費合共22.3萬元。現代教育職員聲稱，有關分校已結束營業，並已搬往將軍澳中心。原訴業主在區院入稟狀指出，於2007年8月27日與被告好亮有限公司經營的現代教育簽署租約，租用將軍澳新都城1期地下4個舖位，月租5.7 萬多元，租期約2年11個月直至2010年5月底為止。惟現代教育拖欠今年8月至10月的租金、管理費、差餉和冷氣費合共逾22.3 萬元，故業主興討追討。其後查証，現代教育與拖欠租金無關，只是好亮有限公司沒有向業主交租金、差餉和管理費。[23]

- 2009年12月11日，現代教育預科部導師陳恒立透過網絡認識一名居於「兒童之家」的13歲女童，陳恒立以500元為報酬相約女童上門提供性服務，期間女童脫光供其任摸及為他口交，陳被九龍城裁判法院裁定非禮罪名成立，判處入獄9個月[24]。

- 2009年12月16日，現代教育化學科補習導師李永海（Will Lee）涉嫌迷姦一名同校女導師被捕[25]，但沒有被起訴[26]，李永海辭職後改名（Kelvin Lee）並轉職到「趙博教室」的補習班。

- 2010年3月14日，現代教育中文科名師趙善軒被指接獲內幕消息，在2010年高級程度會考口試當中「估中」數條口試題目。多份報章廣泛報導。[27][28]

- 2011年11月，據聯交所股權資料，半新股現代教育獲公司主席吳錦倫入市增持169萬股，每股平均價1.174港元，持好倉升至43.12%。香港交易所11月1日股權交易披露顯示，半新股現代教育（01082）於10月28日，獲公司主席吳錦倫入市增持169萬股，每股平均價1.174港元，持好倉由42.70%升至43.12%。[29]

- 2015年10月8日，本港補習學校遵理集團遞交上市申請，擬於主板上市。現代教育於《信報》刊登全版廣告，以「致林溢欣老師的公開信」為題，開價年薪8,500萬港元，利誘該名中文科補習導師過檔。[30]

- 2016年5月14日，現代教育英文科男名師Tony Chow被指將一名男學生帶到其私家車內，並向男生露出自己的性器官及性侵，Tony Chow對於指控未有作正面回應，只稱忘記了當日的事[31]，外界理解為默認，現代教育中止與其合作[32]。

- 2018年6月4日，廉政公署落案起訴中文科導師蕭源（原名蕭志勇）及其助教妻子蔡怡（原名蔡盈盈），以及兩名考評局前口試主考員，涉嫌以智能手機傳送及接收2016年及2017年文憑試中文科考試試題及其他保密資料。二人同被控不誠實意圖而取用電腦罪名。蕭源任教的暑期課程，即日起停收生。[33]

- 2018年7月25日，廉政公署落案起訴英文科導師劉冠華（Kris Lau），指在2017年4月17日，給1000元予一名前考評局評卷助理作報酬，以換取對方獲得該年文憑試英文科卷三的改卷心得（劉 Facebook 無間道一篇貼文）內含有機密資料。二人同被控一項串謀代理人接受利益罪名及一項不誠實意圖而取用電腦罪名[34]。2019年5月，廉政公署主動撤銷對蕭源一項不誠實取用電腦罪名。案件至今仍未完結。

- 2019年11月28日，廉政公署落案起訴40歲中學學位教師陳耀輝（Fred Chan），控告他涉嫌向香港考試及評核局作虛假聲明，訛稱自己獲委任為2018年香港中學文憑考試報到室主管期間，在補習學校沒有教學職務。陳耀輝被控一項欺詐罪名，違反《盜竊罪條例》第16A條。

- 2020年7月18日，近百名家長表示現代教育母公司旗下的「羅逸雅芭蕾舞爵士舞學校」結業後拖欠至少45萬港元學費及考試費近3個月，於是向香港消委會及香港海關投訴，海關稱正跟進事件[35]。

- 現代教育中文科導師蕭源盜取考評局試題案件於2019年12月18日，在屯門裁判法院開審。2020年5月11日，蕭源被裁定兩項串謀公職人員行為失當罪成，還押至2020年5月25日判刑[36]。蕭源於5月25日被押解到屯門法院再度出庭，被判處監禁14個月[37]。

## 旗下導師

### 何添（Dr.Ho）
何添（Dr.Ho）在現代教育兼職中文科導師，同時是香港城市大學教授並兼任考試及評核局中文科科目委員會成員，但未有向考試及評核局申報在現代教育的職位，而在現代教育兼職賺取過百萬港元的收入。何添在1996年向其在現代教育的學生提供香港高級程度會考中國語文及文化科實用文寫作一卷試題，並提供解答的範文，結果順利「貼中」當年的中化科試題，可是近600名學生因背誦何添提供的範文，而被考試局取消該題的成績。由於何添隱瞞利益衝突並從現代教育獲得180萬港元的報酬，他被廉政公署拘捕，並在法庭被裁定8項欺騙罪罪名成立，更被取消教員註冊。事件發生後，何添繼續在現代教育以「課程顧問」的名義任職，並採取「視像形式授課」，直至2009年才辭去現代教育的職位。事件促使考評局從1998年起要求審題員必須申報在考試年度的教務及從事的出版工作。

### 陳智勇（Patrick Chan）
英文科導師陳智勇涉侵犯考評局版權事件。其六本筆記分別轉載及複印多年高考英語運用科的試題，佔整份試卷的比例由六成至一百，其中有四份筆記是完全轉載考評局的試題。陳智勇對涉嫌侵權一事不置可否，考評局發言人聲稱，局方近日已向「現代教育」及陳智勇發出律師信，信中稱已注意到有關機構及人士未經考評局准許，有六本筆記轉載及複印局方的版權物品，並指現代教育違反考評局的發牌制度。考評局要求「現代教育」及陳智勇即時停用有關教材，並會向對方索取合理的賠償。

### 范浩揚（K.Oten）
英文科導師范浩揚（K.Oten），已離婚，先後多次在眾多補習社有不良紀律、違反道德及專業操守紀錄，包括英皇教育、現代教育、康橋教育、星河教育任教。范浩揚以賣弄粗鄙聞名，學歷及師資屢受質疑，曾多次騙取金錢及感情而惹上多宗官非終墮落至今。2010年，范浩揚因盜錄及盜取現代教育同科導師的教學片段及教材而敗走現代教育。2011年，范浩揚因偷取康橋教育大量金錢及假離婚騙取金錢而敗走康橋教育，並於同年以偷取的金錢開辦星河教育。2018年10月，范浩揚宣佈退休敗走香港，而其開辦的星河教育已於2018年因范浩揚形象差、經營不善及學生人數寥寥可數而全線倒閉，名譽掃地。
范浩揚涉嫌不當取得香港中學會考試題，提供英文會考短訊試題分析服務。2008年5月7日補習社現代教育名師范浩揚被指不當取得會考試題，提供英文會考短訊試題分析服務，香港考試及評核局昨已將案件交予執法部門，現代教育否認與事件有關,並暫停與范浩揚合作,並進行調查。於2008年5月8日范浩揚發表聲明，聲稱他是於試後從正確及合法的渠道得悉試卷內容。而試後所提供的詞匯，是從他本人的生字庫中選出。 范浩揚聲稱對於部分傳媒及任何機構的指控及網上的惡意中傷，他會保留從法律途徑追究一切對個人及對現代教育名譽上損失之權利。事後現代教育恢復與范浩揚合作。經過調查後，廉政公署認為「認為投訴欠缺實據支持」，發信向范浩揚致歉，該信於2009年4月份的筆記中刊登，該導師之後成立星河教育。

### 蕭志勇
別名「蕭源」的現代教育中文科導師蕭志勇涉嫌盜取香港考試及評核局試題，被廉政公署起訴，案件於2019年12月18日在屯門裁判法院開審。2020年5月11日被裁定兩項串謀公職人員行為失當罪成，於5月25日被判處入獄14個月。
案件其後被改編成電視劇廉政行動2022單元四， 由胡諾言飾演影射蕭源之角色劉學思。

## 外部連結
- 現代教育網頁（页面存档备份，存于）
- 現代書院（页面存档备份，存于）
- hkeduii.com（页面存档备份，存于）
- 現代英語（页面存档备份，存于）